# Yên Thạch

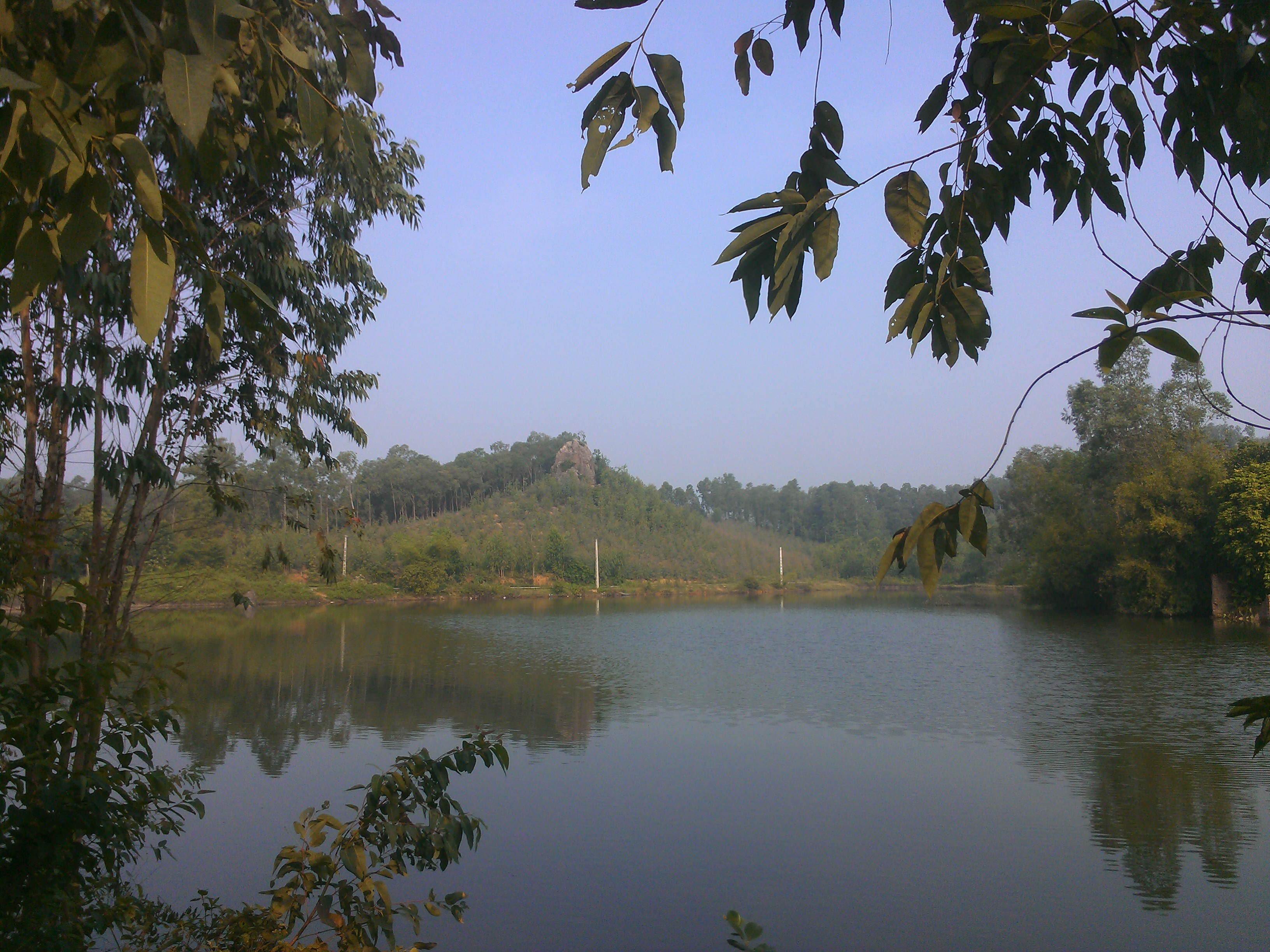
Núi Đền (Điện Sơn) bên hồ Ngọc Đá.

Yên Thạch là một xã thuộc huyện Sông Lô, tỉnh Vĩnh Phúc, Việt Nam.
Xã Yên Thạch có diện tích 8,09 km², dân số năm 1999 là 6045 người, mật độ dân số đạt 747 người/km².

## Giai thoại
Trên đỉnh núi Đền tại thôn Thống Nhất xã Yên Thạch có khối đá lớn, biểu tượng của xã Lập Thạch xưa, cũng là biểu tượng của huyện Lập Thạch xưa. Nơi đây ba nhà giáo: Nguyễn Nham, Nguyễn Tuấn, Nguyễn Tiễu từng dạy con vua Lý Thái Tổ trong 3 năm, sau đó về đây chọn làm nơi mở trường lớp dạy học cho dân. Sau khi các ông qua đời và được cho là đã hóa đá tại đây, nhân dân lập đền thờ. Gặp khi khó khăn trong sản xuất, quan trên sức về nhân dân lập đàn cầu đảo rất linh ứng. Nhà Lý phong tặng các ngài là Tam vị Thạch Sơn Đại vương. Nhà Trần phong tặng các ngài là Thượng đẳng thần, đền thờ các ngài là Tối Linh Từ (theo nội dung THẦN TÍCH CHÍNH BẢN đang lưu trữ tại đình Vĩnh Quang và Lý lịch di tích). Ngày 21/01/2020, UBND tỉnh Vĩnh Phúc đã ra quyết định số 147/QĐ-UBND xếp hạng cấp tỉnh Di tích Lịch sử-Văn hóa Đình Vĩnh Quang. Các triều đại phong kiến đều có sắc phong cho các nơi thờ các ngài: đình Đại Trung (Đình Cả), đình Miêu Nha hoặc Do Nha (Đình Ngà), đình Vĩnh Quang (đình làng Chùa), đình Thiều Xuân (làng Thiều).